# メッシーナ県

メッシーナ県
Città metropolitana di Messina

メッシーナ県（メッシーナけん、イタリア語: Città metropolitana di Messina）は、イタリア共和国シチリア州に属する県の一つ。県都はメッシーナ。
法制上の位置づけは、2015年9月4日に従来の県（Provincia、より正確にはシチリア州法による Provincia regionale）から大都市圏（Città metropolitana）に移行した。
イタリア語版ウィキペディア等では廃止された Provincia di Messina と新設された Città metropolitana di Messina が別項目になっているが、便宜上双方を「メッシーナ県」として本項で扱う。

## 名称
標準イタリア語以外では以下の名称を持つ。
- シチリア語: Pruvincia di Missina

## 地理

### 位置・広がり
西をパレルモ県、南西をエンナ県、南東をカターニア県と接する。北はティレニア海に、東南はイオニア海、東北はメッシーナ海峡を挟んでカラブリア州のレッジョ・カラブリア県に対する。県域には、ティオニア海のエオリア諸島も含む。
県都メッシーナは県域の東北端、メッシーナ海峡に面してあり、レッジョ・ディ・カラブリアから北西へ約12km、カターニアから北東へ約87km、シラクサから北北東へ約127km、州都パレルモから東へ約192km、ナポリから南南東へ約316kmの距離にある。

### 主要な都市
2001年の国勢調査に基づく居住地区（Località abitata）別人口統計によれば、人口1万人以上の都市・集落は以下の通り。
- メッシーナ - 233,853人
- バルチェッローナ・ポッツォ・ディ・ゴット - 34,289人
- ミラッツォ - 31,045人
- カーポ・ドルランド - 11,548人
- サンターガタ・ディ・ミリテッロ - 10,654人

- メッシーナ
- バルチェッローナ・ポッツォ・ディ・ゴット
- ミラッツォ

## 歴史
イタリア統一以前の両シチリア王国は、メッシーナを県都としてメッシーナ県 (Provincia di Messina) を置いていた。メッシーナ県には4つの地区 (Distretto) 、すなわち西からミストレッタ (it:Distretto di Mistretta) 、パッティ (it:Distretto di Patti) 、カストロレアーレ (it:Distretto di Castroreale) 、メッシーナ (it:Distretto di Messina) の各地区に区分されていた。
イタリア王国は、この県を引き継いでメッシーナ県を設立した。県下には、両シチリア王国時代の地区を引き継ぐ4つの郡 (Circondario) が、1927年まで置かれていた。
第二次世界大戦後の1946年に制定されたシチリア特別自治州憲章は、従来の県 (プロヴィンチャ、provincia) を廃止した。その後、1963年の州法第16号で県が再設置された。1986年、州法第9号は、1946年の州憲章を適用し、広域自治体として県 (provincia) の代わりに Libero consorzio comunale を置き、これを県（プロヴィンチャ・レジョナーレ、provincia regionale）と称した。もっとも、法制上・行政上の地位の変化は、県の領域に変化をもたらすことはなかった。
メッシーナ県 (provincia regionale di Messina）は、2015年9月4日制定の州法第15号により、metropolitana di Messina に移行した。

## 行政区画
メッシーナ県には108のコムーネが属する。主要なコムーネ（人口上位10位）は下表の通り。左端の数字はISTATコードを示す。人口は2011年1月1日現在。
| コード | 自治体名                                 | 人口    |
| ------ | ---------------------------------------- | ------- |
| 083048 | メッシーナ                               | 242,503 |
| 083005 | バルチェッローナ・ポッツォ・ディ・ゴット | 41,897  |
| 083049 | ミラッツォ                               | 32,601  |
| 083066 | パッティ                                 | 13,611  |
| 083009 | カーポ・ドルランド                       | 13,221  |
| 083084 | サンターガタ・ディ・ミリテッロ           | 13,190  |
| 083041 | リーパリ                                 | 11,386  |
| 083097 | タオルミーナ                             | 11,076  |
| 083032 | ジャルディーニ＝ナクソス                 | 9,647   |
| 083089 | サンタ・テレーザ・ディ・リーヴァ         | 9,296   |

## 人物

### 著名な出身者
- アントネロ・ダ・メッシーナ - 15世紀の画家。メッシーナ生まれ。
- フィリッポ・ユヴァラ - 18世紀の建築家。メッシーナ生まれ。
- ガエターノ・マルティーノ - 政治家、欧州議会議長。メッシーナ生まれ。
- ミケーレ・シンドーナ - 弁護士・銀行家。パッティ生まれ。
- ジュゼッペ・ディ・ステファーノ - テノール歌手。モッタ・サンタナスタージア生まれ。
- マリア・グラツィア・クチノッタ - 女優。メッシーナ生まれ。